# Canyon de Delika

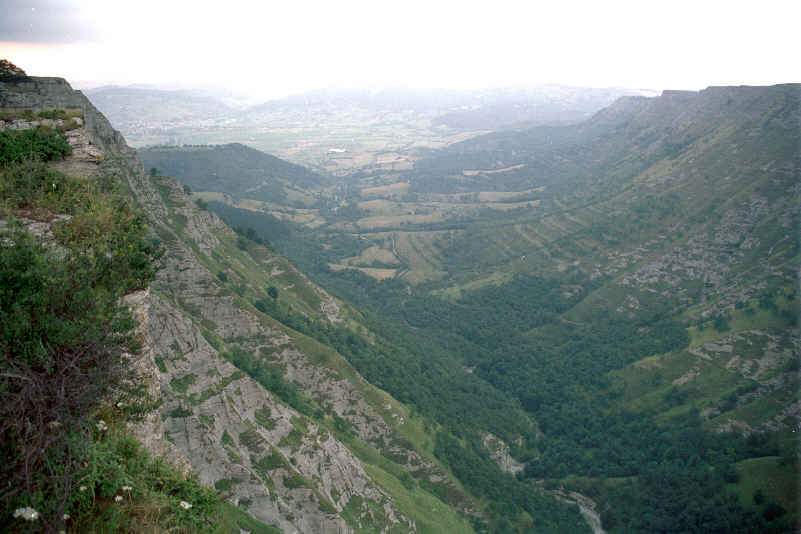
Canyon de Delika

Le canyon de Delika est un canyon dans lequel se jette la plus grande chute de la péninsule ibérique, la chute du Nervion.
Le canyon est situé dans la commune de Delika de la municipalité d'Amurrio dans la province d'Alava dans la Communauté autonome basque.

## Référence
1. ↑  Espagne du Nord-Ouest - Alava, Lonely Planet, Place Des Éditeurs, 26 mai 2016, 65 pages